# U-37 (1938)
| U-37                                                                                                 | U-37 | U-37 |
| --- | --- | --- |
| U 37                                                                                                 | | |
| | | |
| Зображення підводного човна U-37                                                                     | | |
| Верф                                                                                                 | Deutsche Schiff- und Maschinenbau, AG Weser, Бремен | Deutsche Schiff- und Maschinenbau, AG Weser, Бремен |
| Під прапором                                                                                         | Третій Рейх | Третій Рейх |
| Належність                                                                                           | Крігсмаріне | Крігсмаріне |
| Порт приписки                                                                                        | Вільгельмсгафен Піллау | Вільгельмсгафен Піллау |
| Замовлення                                                                                           | 29 липня 1936 | 29 липня 1936 |
| Закладений                                                                                           | 15 березня 1937 | 15 березня 1937 |
| Спуск на воду                                                                                        | 14 травня 1938 | 14 травня 1938 |
| Введений до складу флоту                                                                             | 4 серпня 1938 | 4 серпня 1938 |
| Виведений зі складу флоту                                                                            | 8 травня 1945 | 8 травня 1945 |
| На службі                                                                                            | 1938—1945 | 1938—1945 |
| Загибель                                                                                             | 8 травня 1945 року затоплений у данському порту Сендерборг | 8 травня 1945 року затоплений у данському порту Сендерборг |
| Сучасний статус                                                                                      | затоплений | затоплений |
| Бойовий досвід                                                                                       | Друга світова війна Битва за Атлантику | Друга світова війна Битва за Атлантику |
| Проєкт                                                                                               | | |
| Тип ПЧ                                                                                               | Торпедний ДПЧ | Торпедний ДПЧ |
| Основні характеристики                                                                               | | |
| Швидкість (надводна)                                                                                 | 18,2 вузла (33,7 км/год) | 18,2 вузла (33,7 км/год) |
| Швидкість (підводна)                                                                                 | 7,7 (14 км/год) | 7,7 (14 км/год) |
| Робоча глибина занурення                                                                             | 100 м | 100 м |
| Гранична глибина занурення                                                                           | 200 м | 200 м |
| Дальність плавання                                                                                   | 78 миль (144 км) на швидкості 4 вузли (7,4 км/год) (у підводному положенні) 10 500 миль (19 400 км) на швидкості 10 вузлів (18,6 км/год) (у надводному положенні) | 78 миль (144 км) на швидкості 4 вузли (7,4 км/год) (у підводному положенні) 10 500 миль (19 400 км) на швидкості 10 вузлів (18,6 км/год) (у надводному положенні) |
| Екіпаж                                                                                               | 48 офіцерів та матросів | 48 офіцерів та матросів |
| Розміри                                                                                              | | |
| Довжина найбільша (по КВЛ)                                                                           | 76,50 м | 76,50 м |
| Ширина корпусу найб.                                                                                 | 5,85 м | 5,85 м |
| Висота                                                                                               | 9,4 м | 9,4 м |
| Середня осадка (по КВЛ)                                                                              | 4,7 м | 4,7 м |
| Водотоннажність надводна                                                                             | 1032 т | 1032 т |
| Силова установка                                                                                     | | |
| Дизель-електрична: 2 дизельні двигуни MAN M 9 V 40/46 2 електродвигуни Siemens-Schuckert 2 GU 345/34 | | |
| Гвинти                                                                                               | 2 | 2 |
| Потужність                                                                                           | 2 × 2200 к.с. (дизелі) 2 × 370 к.с. (електродвигуни) | 2 × 2200 к.с. (дизелі) 2 × 370 к.с. (електродвигуни) |
| Озброєння                                                                                            | | |
| Артилерія                                                                                            | 1 × 88-мм палубна гармата SK C/35 | 1 × 88-мм палубна гармата SK C/35 |
| Торпедно- мінне озброєння                                                                            | 4 носових і два кормових ТА. 22 торпеди або 44 міни TMA чи 66 TMB                                                                                                 | 4 носових і два кормових ТА. 22 торпеди або 44 міни TMA чи 66 TMB                                                                                                 |
| ППО                                                                                                  | 1 × 37-мм зенітна гармата SKC/30 2 (1 × 2) × 20-мм зенітні гармати FlaK 30                                                                                        | 1 × 37-мм зенітна гармата SKC/30 2 (1 × 2) × 20-мм зенітні гармати FlaK 30                                                                                        |

U-37 — німецький підводний човен типу IX A, що входив до складу крігсмаріне за часів Другої світової війни. Закладений 15 березня 1937 року на верфі Deutsche Schiff- und Maschinenbau, компанії AG Weser у Бремені. Спущений на воду 14 травня 1938 року, 4 серпня 1938 року корабель увійшов до складу ВМС нацистської Німеччини.

## Історія
U-37 належав до німецьких великих океанських підводних човнів типу IX A. За два тижні до початку Другої світової війни підводний човен вийшов з Вільгельмсгафена у визначений район у Північній Атлантиці в готовності до проведення атак на транспортних комунікаціях противника. З 3 вересня 1939 року, коли на морі розпочався період активних бойових дій, і до останнього походу в березні 1941 року U-37 здійснив 11 бойових походів в Атлантичний океан, ставши шостим найрезультативнішим підводним човном Крігсмаріне у Другій світовій війні. Підводний човен потопив більше всіх за кількістю підводних човнів суден противника — 53, сумарною водотоннажністю 200 063 брутто-регістрових тонн та 2 військових кораблі (водотоннажність 2404 тонни), а також пошкодив ще 1 судно (9494 GRT).
22 березня 1941 року U-37 повернувся в Кіль з останнього бойового походу, де його екіпаж зняли з човна, що переводився до 26-ї навчальної флотилії Крігсмаріне з базуванням на Піллау в Балтійському морі. З того часу U-37 ніколи на брав участь у бойових походах, на його базі проводилася підготовка підводників. 8 травня після капітуляції Німеччини у війні екіпаж затопив субмарину в данському порту Сендерборг.
Сім членів екіпажу U-37 стали кавалерами Лицарського хреста Залізного хреста за час служби на підводному човні. Зокрема, командири ПЧ: Вернер Гартманн, Віктор Ерн, Ніколай Клаузен, Ульріх Фолькерс, головні інженери Герд Зурен і Філіпп Ліхтенберг та вахтовий офіцер Ернст Бауер.

## Командири
- Капітан-лейтенант Генріх Шух (4 серпня 1938 — 24 вересня 1939)
- Корветтен-капітан Вернер Гартманн (25 вересня 1939 — 6 травня 1940)
- Капітан-лейтенант Віктор Ерн (6 травня — 26 жовтня 1940)
- Капітан-лейтенант Ніколай Клаузен (26 жовтня 1940 — 2 травня 1941)
- Капітан-лейтенант Ульріх Фолькерс (3 травня — 15 листопада 1941)
- Оберлейтенант-цур-зее Густав-Адольф Янссен (16 листопада 1941 — 30 червня 1942)
- Оберлейтенант-цур-зее Альберт Лауцеміс (1 липня 1942 — 3 січня 1943)
- Оберлейтенант-цур-зее Гінріх Келлінг (4 січня — 19 листопада 1943)
- Оберлейтенант-цур-зее Петер Герлах (20 листопада 1943 — 8 січня 1944)
- Оберлейтенант-цур-зее Вольфганг Зайлер (9 січня — 21 грудня 1944)
- Капітан-лейтенант Ебергард фон Венден (22 грудня 1944 — 8 травня 1945)

## Перелік уражених U-37 суден у бойових походах
| №                                                                           | Дата            | Назва           | Тип                | Належність      | Водотоннажність (брт) | Вантаж | Конвой        | Результат та координати                                                | Наслідки атаки для екіпажу        | Прим. |
| --------------------------------------------------------------------------- | --------------- | --------------- | ------------------ | --------------- | --------------------- | --- | ------------- | ---------------------------------------------------------------------- | --------------------------------- | --- |
| Другий похід (5.10—8.11.1939, 35 діб; Вільгельмсгафен—Вільгельмсгафен)      |                 |                 |                    |                 |                       | |               |                                                                        |                                   | |
| 1                                                                           | 8 жовтня 1939   | Vistula         | суховантажне судно | Швеція          | 1018                  | генеральний вантаж                                                                                                  |               | потоплено 61°13′ пн. ш. 0°08′ сх. д. / 61.217° пн. ш. 0.133° сх. д.    | 18 (9 загиблих та 9 вціліло)      | |
| 2                                                                           | 12 жовтня 1939  | Aris            | суховантажне судно | Греція          | 4810                  | баласт |               | потоплено 53°28′ пн. ш. 14°30′ зх. д. / 53.467° пн. ш. 14.500° зх. д.  | 29 (2 загинуло та 27 вцілілих)    | |
| 3                                                                           | 15 жовтня 1939  | Vermont         | суховантажне судно | Франція         | 5186                  | баласт |               | потоплено 48°01′ пн. ш. 17°22′ зх. д. / 48.017° пн. ш. 17.367° зх. д.  | ? (2 загинуло та ? вцілілих)      | |
| 4                                                                           | 17 жовтня 1939  | Yorkshire       | пасажирське судно  | Велика Британія | 10 183                | генеральний вантаж                                                                                                  | Конвой HG 3   | потоплено 44°52′ пн. ш. 14°31′ зх. д. / 44.867° пн. ш. 14.517° зх. д.  | 281 (58 загинуло та 223 вціліло)  | |
| 5                                                                           | 24 жовтня 1939  | Menin Ridge     | суховантажне судно | Велика Британія | 2474                  | 4200 тонн залізної руди                                                                                             |               | потоплено 36°01′ пн. ш. 7°22′ зх. д. / 36.017° пн. ш. 7.367° зх. д.    | 25 (20 загинуло та 5 вціліло)     | |
| 6                                                                           | 24 жовтня 1939  | Ledbury         | суховантажне судно | Велика Британія | 3528                  | 5800 тонн бокситів                                                                                                  |               | потоплено 36°01′ пн. ш. 7°22′ зх. д. / 36.017° пн. ш. 7.367° зх. д.    | 31 (усі вціліли)                  | |
| 7                                                                           | 24 жовтня 1939  | Tafna           | суховантажне судно | Велика Британія | 4413                  | 6900 тонн залізної руди                                                                                             |               | потоплено 35°44′ пн. ш. 7°23′ зх. д. / 35.733° пн. ш. 7.383° зх. д.    | 34 (2 загиблих та 32 вціліло)     | |
| 8                                                                           | 30 жовтня 1939  | Thrasyvoulos    | суховантажне судно | Греція          | 3693                  | 3450 тонн горіхів, плодів та 2158 тонн антрацитового каміння                                                        |               | потоплено 49°25′ пн. ш. 11°18′ зх. д. / 49.417° пн. ш. 11.300° зх. д.  | ? (22 загиблих та ? вціліло)      | |
| Третій похід (28.01—27.02.1940, 31 доба; Вільгельмсгафен—Вільгельмсгафен)   |                 |                 |                    |                 |                       | |               |                                                                        |                                   | |
| 9                                                                           | 4 лютого 1940   | Hop             | суховантажне судно | Норвегія        | 1365                  | баласт |               | потоплено 58°55′ пн. ш. 0°14′ зх. д. / 58.917° пн. ш. 0.233° зх. д.    | 17 (усі загинули)                 | |
| 10                                                                          | 4 лютого 1940   | Leo Dawson      | суховантажне судно | Велика Британія | 4330                  | залізна руда |               | потоплено 60°10′ пн. ш. 0°39′ зх. д. / 60.167° пн. ш. 0.650° зх. д.    | 35 (усі загинули)                 | |
| 11                                                                          | 10 лютого 1940  | Silja           | суховантажне судно | Норвегія        | 1259                  | сіль |               | потоплено 51°21′ пн. ш. 11°32′ зх. д. / 51.350° пн. ш. 11.533° зх. д.  | 15 (усі загинули)                 | |
| 12                                                                          | 11 лютого 1940  | Togimo          | траулер            | Велика Британія | 290                   | 15 тонн свіжої риби                                                                                                 |               | потоплений 50°40′ пн. ш. 11°02′ зх. д. / 50.667° пн. ш. 11.033° зх. д. | ? (1 загинув та ? вцілілих)       | |
| 13                                                                          | 15 лютого 1940  | Aase            | суховантажне судно | Данія           | 1206                  | свіжі фрукти |               | потоплено 49°17′ пн. ш. 8°15′ зх. д. / 49.283° пн. ш. 8.250° зх. д.    | 16 (15 загинуло та 1 вцілілий)    | |
| 14                                                                          | 17 лютого 1940  | Pyrrhus         | суховантажне судно | Велика Британія | 7418                  | 4000 тонн генеральних вантажів, зокрема віскі, клюшки для гольфу та вишивка                                         | Конвой OG 18  | потоплено 44°02′ пн. ш. 10°18′ зх. д. / 44.033° пн. ш. 10.300° зх. д.  | 86 (8 загиблих та 78 вціліло)     | |
| 15                                                                          | 18 лютого 1940  | Ellin           | суховантажне судно | Греція          | 4917                  | вугілля |               | потоплено 44°03′ пн. ш. 9°42′ зх. д. / 44.050° пн. ш. 9.700° зх. д.    | ? (усі вціліли)                   | |
| 16                                                                          | 18 лютого 1940  | P.L.M. 15       | суховантажне судно | Франція         | 3754                  | руда | Конвой 65 KS  | потоплено 43°37′ пн. ш. 9°15′ зх. д. / 43.617° пн. ш. 9.250° зх. д.    | 42 (усі загинули)                 | |
| Четвертий похід (30.03—18.04.1940, 20 діб; Вільгельмсгафен—Вільгельмсгафен) |                 |                 |                    |                 |                       | |               |                                                                        |                                   | |
| 17                                                                          | 10 квітня 1940  | Sveaborg        | танкер             | Швеція          | 9076                  | 6500 тонн нафтових масел, 4500 тонн дизельного палива та 2000 тонн флотського мазуту                                |               | потоплений 62°52′ пн. ш. 7°34′ зх. д. / 62.867° пн. ш. 7.567° зх. д.   | 34 (5 загинуло та 29 вціліло)     | |
| 18                                                                          | 10 квітня 1940  | Tosca           | суховантажне судно | Норвегія        | 5128                  | Генеральний вантаж, у тому числі 2000 тонн концентрату цинку, 2000 тонн бавовни, 1000 тонн свинцю, пшениці та бобів |               | потоплено 62°52′ пн. ш. 7°34′ зх. д. / 62.867° пн. ш. 7.567° зх. д.    | 34 (2 загинуло та 32 вціліло)     | |
| 19                                                                          | 12 квітня 1940  | Stancliffe      | суховантажне судно | Велика Британія | 4511                  | 7200 тонн залізної руди                                                                                             |               | потоплено 61°39′ пн. ш. 0°07′ зх. д. / 61.650° пн. ш. 0.117° зх. д.    | 38 (22 загинуло та 16 вціліло)    | |
| П'ятий похід (15.05—9.06.1940, 26 діб; Вільгельмсгафен—Вільгельмсгафен)     |                 |                 |                    |                 |                       | |               |                                                                        |                                   | |
| 20                                                                          | 19 травня 1940  | Erik Frisell    | суховантажне судно | Швеція          | 5066                  | фураж |               | потоплено 57°25′ пн. ш. 9°15′ зх. д. / 57.417° пн. ш. 9.250° зх. д.    | 34 (усі вціліли)                  | |
| 21                                                                          | 22 травня 1940  | Dunster Grange  | суховантажне судно | Велика Британія | 9494                  | генеральний вантаж                                                                                                  |               | пошкоджено 49°20′ пн. ш. 8°40′ зх. д. / 49.333° пн. ш. 8.667° зх. д.   | ? (0 загиблих та ? вцілілих)      | |
| 22                                                                          | 24 травня 1940  | Kyma            | суховантажне судно | Греція          | 3994                  | 6000 тонн кукурудзи та 90 тонн вантажівок                                                                           |               | потоплено 48°30′ пн. ш. 9°30′ зх. д. / 48.500° пн. ш. 9.500° зх. д.    | 30 (7 загиблих та 23 вцілілих)    | |
| 23                                                                          | 27 травня 1940  | Sheaf Mead      | суховантажне судно | Велика Британія | 5008                  | баласт |               | потоплено 43°48′ пн. ш. 12°32′ зх. д. / 43.800° пн. ш. 12.533° зх. д.  | 37 (32 загинуло та 5 вціліло)     | |
| 24                                                                          | 27 травня 1940  | Uruguay         | суховантажне судно | Аргентина       | 3425                  | 6500 тонн кукурудзи, пшениці та льону                                                                               |               | потоплено 43°40′ пн. ш. 12°16′ зх. д. / 43.667° пн. ш. 12.267° зх. д.  | 28 (15 загинуло та 13 вцілілих)   | |
| 25                                                                          | 28 травня 1940  | Brazza          | пасажирське судно  | Франція         | 10387                 | 850 тонн генеральних вантажів, зокрема вина, лікери, 1000 тюків з поштою                                            | Конвой 60 XF  | потоплено 42°43′ пн. ш. 11°00′ зх. д. / 42.717° пн. ш. 11.000° зх. д.  | 576 (379 загинуло та 197 вціліло) | |
| 26                                                                          | 28 травня 1940  | Julien          | вітрильне судно    | Франція         | 116                   | |               | потоплено 42°50′ пн. ш. 10°40′ зх. д. / 42.833° пн. ш. 10.667° зх. д.  | 10 (усі вціліли)                  | |
| 27                                                                          | 29 травня 1940  | Marie José      | суховантажне судно | Франція         | 2477                  | 3000 тонн крупи |               | потоплено 42°39′ пн. ш. 9°26′ зх. д. / 42.650° пн. ш. 9.433° зх. д.    | 32 (8 загинуло та 24 вціліло)     | |
| 28                                                                          | 29 травня 1940  | Telena          | танкер             | Велика Британія | 7406                  | 9368 тонн сирої нафти                                                                                               |               | потоплений 42°25′ пн. ш. 9°08′ зх. д. / 42.417° пн. ш. 9.133° зх. д.   | 36 (18 загинуло та 18 вціліло)    | |
| 29                                                                          | 1 червня 1940   | Ioanna          | суховантажне судно | Греція          | 950                   | цибуля | Конвой HG 32F | потоплено 43°09′ пн. ш. 11°55′ зх. д. / 43.150° пн. ш. 11.917° зх. д.  | ? (0 загинуло та ? вціліло)       | |
| 30                                                                          | 3 червня 1940   | Snabb           | суховантажне судно | Фінляндія       | 2317                  | баласт |               | потоплено 45°51′ пн. ш. 14°15′ зх. д. / 45.850° пн. ш. 14.250° зх. д.  | 21 (1 загинув та 20 вціліло)      | |
| Шостий похід (01.08—12.08.1940, 12 діб; Вільгельмсгафен—Лор'ян)             |                 |                 |                    |                 |                       | |               |                                                                        |                                   | |
| 31                                                                          | 8 серпня 1940   | Upwey Grange    | суховантажне судно | Велика Британія | 9130                  | 5380 тонн мороженого м'яса та 51 контейнер з консервованим м'ясом                                                   |               | потоплено 54°20′ пн. ш. 15°28′ зх. д. / 54.333° пн. ш. 15.467° зх. д.  | 86 (36 загинуло та 50 вціліло)    | |
| Сьомий похід (17.08—30.08.1940, 14 діб; Лор'ян—Лор'ян)                      |                 |                 |                    |                 |                       | |               |                                                                        |                                   | |
| 32                                                                          | 23 серпня 1940  | Keret           | суховантажне судно | Норвегія        | 1718                  | баласт | Конвой OA 200 | потоплено 54°16′ пн. ш. 23°08′ зх. д. / 54.267° пн. ш. 23.133° зх. д.  | 20 (13 загинуло та 7 вціліло)     | |
| 33                                                                          | 23 серпня 1940  | Severn Leigh    | суховантажне судно | Велика Британія | 5242                  | баласт | Конвой OA 200 | потоплено 54°31′ пн. ш. 25°41′ зх. д. / 54.517° пн. ш. 25.683° зх. д.  | 43 (33 загинуло та 10 вціліло)    | |
| 34                                                                          | 24 серпня 1940  | Brookwood       | суховантажне судно | Велика Британія | 5100                  | баласт | Конвой OA 200 | потоплено 54°40′ пн. ш. 27°57′ зх. д. / 54.667° пн. ш. 27.950° зх. д.  | 37 (1 загиблий та 36 вцілілих)    | |
| 35                                                                          | 24 серпня 1940  | «Пензанс»       | шлюп               | Велика Британія | 1025                  | | Конвой SC 1   | потоплений 56°16′ пн. ш. 27°19′ зх. д. / 56.267° пн. ш. 27.317° зх. д. | 108 (90 загинуло та 18 врятовані) | шлюп типу «Гастінгс» |
| 36                                                                          | 25 серпня 1940  | Blairmore       | суховантажне судно | Велика Британія | 4141                  | 1500 фатомів піломатеріалів                                                                                         |               | потоплено 56°00′ пн. ш. 27°30′ зх. д. / 56.000° пн. ш. 27.500° зх. д.  | 41 (5 загиблих та 36 вцілілих)    | |
| 37                                                                          | 25 серпня 1940  | Yewcrest        | суховантажне судно | Велика Британія | 3774                  | баласт | Конвой OB 201 | потоплено 55°20′ пн. ш. 25°02′ зх. д. / 55.333° пн. ш. 25.033° зх. д.  | 39 (1 загинув та 38 вцілілих)     | |
| 38                                                                          | 27 серпня 1940  | Theodoros T.    | суховантажне судно | Греція          | 3409                  | маїс |               | потоплено 50°10′ пн. ш. 19°50′ зх. д. / 50.167° пн. ш. 19.833° зх. д.  | ? (0 загиблих та ? вцілілих)      | |
| Восьмий похід (24.09—22.10.1940, 29 діб; Лор'ян—Лор'ян)                     |                 |                 |                    |                 |                       | |               |                                                                        |                                   | |
| 39                                                                          | 27 вересня 1940 | Georges Mabro   | суховантажне судно | Єгипет          | 2555                  | |               | потоплено 52°00′ пн. ш. 19°00′ зх. д. / 52.000° пн. ш. 19.000° зх. д.  | ? (усі загинули, вцілілих немає)  | |
| 40                                                                          | 28 вересня 1940 | Corrientes      | суховантажне судно | Велика Британія | 6863                  | 1800 тонн генеральних вантажів та цегли                                                                             | Конвой OB 217 | потоплено 53°49′ пн. ш. 24°19′ зх. д. / 53.817° пн. ш. 24.317° зх. д.  | 50 (усі вижили)                   | |
| 41                                                                          | 30 вересня 1940 | Samala          | суховантажне судно | Велика Британія | 5390                  | 1500 тонн бананів                                                                                                   |               | потоплено 53°00′ пн. ш. 18°00′ зх. д. / 53.000° пн. ш. 18.000° зх. д.  | 68 (усі загинули)                 | |
| 42                                                                          | 30 вересня 1940 | Heminge         | суховантажне судно | Велика Британія | 2499                  | 3300 тонн вугілля                                                                                                   | Конвой OB 220 | потоплено 53°26′ пн. ш. 18°33′ зх. д. / 53.433° пн. ш. 18.550° зх. д.  | 26 (1 загинув та 25 врятовані)    | |
| 43                                                                          | 6 жовтня 1940   | British General | танкер             | Велика Британія | 6989                  | баласт | Конвой OA 222 | потоплений 51°42′ пн. ш. 24°03′ зх. д. / 51.700° пн. ш. 24.050° зх. д. | 47 (усі загинули)                 | |
| 44                                                                          | 13 жовтня 1940  | Stangrant       | суховантажне судно | Велика Британія | 5804                  | 7715 тонн сталі та металобрухту                                                                                     | Конвой HX 77  | потоплено 58°27′ пн. ш. 12°36′ зх. д. / 58.450° пн. ш. 12.600° зх. д.  | 38 (8 загиблих та 30 вцілілих)    | |
| Дев'ятий похід (28.11.1940—7.01.1941, 41 доба; Лор'ян—Лор'ян)               |                 |                 |                    |                 |                       | |               |                                                                        |                                   | |
| 45                                                                          | 1 грудня 1940   | Palmella        | суховантажне судно | Велика Британія | 1578                  | 230 тонн генеральних вантажів та 1000 тюків з поштою в'язниці                                                       | Конвой OG 46  | потоплено 40°30′ пн. ш. 13°30′ зх. д. / 40.500° пн. ш. 13.500° зх. д.  | 29 (1 загиблий та 28 вцілілих)    | |
| 46                                                                          | 2 грудня 1940   | Gwalia          | суховантажне судно | Швеція          | 1258                  | вугілля та пошта | Конвой OG 46  | потоплено 39°22′ пн. ш. 14°22′ зх. д. / 39.367° пн. ш. 14.367° зх. д.  | 20 (16 загинуло та 4 вціліло)     | |
| 47                                                                          | 2 грудня 1940   | Jeanne M.       | суховантажне судно | Велика Британія | 2465                  | 3200 тонн вугілля                                                                                                   | Конвой OG 46  | потоплено 39°19′ пн. ш. 13°54′ зх. д. / 39.317° пн. ш. 13.900° зх. д.  | 26 (7 загинуло та 19 вціліло)     | |
| 48                                                                          | 4 грудня 1940   | Daphne          | суховантажне судно | Швеція          | 1513                  | вугілля | Конвой OG 46  | потоплено 38°12′ пн. ш. 9°26′ зх. д. / 38.200° пн. ш. 9.433° зх. д.    | 19 (18 загинуло та 1 вцілілий)    | |
| 49                                                                          | 16 грудня 1940  | San Carlos      | суховантажне судно | Іспанія         | 223                   | баласт |               | потоплено 27°45′ пн. ш. 14°14′ зх. д. / 27.750° пн. ш. 14.233° зх. д.  | 28 (1 загинув та 27 вцілілих)     | |
| 50                                                                          | 19 грудня 1940  | Rhône           | танкер-заправник   | Франція         | 2785                  | флотський мазут |               | потоплений 28°03′ пн. ш. 12°54′ зх. д. / 28.050° пн. ш. 12.900° зх. д. | ? (11 загинуло та ? вціліло)      | U-37 потопив французькі танкер-заправник та субмарину «Сфакс» типу «Редутабль» неподалік від африканського узбережжя внаслідок «дружнього вогню» |
| 51                                                                          | 19 грудня 1940  | «Сфакс»         | підводний човен    | Франція         | 1379                  | |               | потоплений 28°03′ пн. ш. 12°54′ зх. д. / 28.050° пн. ш. 12.900° зх. д. | 69 (65 загинуло та 4 вціліло)     | U-37 потопив французькі танкер-заправник та субмарину «Сфакс» типу «Редутабль» неподалік від африканського узбережжя внаслідок «дружнього вогню» |
| Десятий похід (30.01—18.02.1941, 20 діб; Лор'ян—Лор'ян)                     |                 |                 |                    |                 |                       | |               |                                                                        |                                   | |
| 52                                                                          | 9 лютого 1941   | Courland        | суховантажне судно | Велика Британія | 1325                  | 1395 тонн генеральних вантажів                                                                                      | Конвой HG 53  | потоплено 35°53′ пн. ш. 13°13′ зх. д. / 35.883° пн. ш. 13.217° зх. д.  | 34 (3 загинуло та 31 вцілів)      | |
| 53                                                                          | 9 лютого 1941   | Estrellano      | суховантажне судно | Велика Британія | 1983                  | 900 тонн генеральних вантажів та 1100 тонн консервованої риби                                                       | Конвой HG 53  | потоплено 35°53′ пн. ш. 13°13′ зх. д. / 35.883° пн. ш. 13.217° зх. д.  | 27 (6 загинуло та 21 вцілів)      | |
| 54                                                                          | 10 лютого 1941  | Brandenburg     | суховантажне судно | Велика Британія | 1473                  | 1800 тонн піритів та сірки                                                                                          | Конвой HG 53  | потоплено 36°10′ пн. ш. 16°38′ зх. д. / 36.167° пн. ш. 16.633° зх. д.  | 54 (53 загинуло та 1 вцілів)      | |
| Одинадцятий похід (27.02—22.03.1941, 24 доби; Лор'ян—Кіль)                  |                 |                 |                    |                 |                       | |               |                                                                        |                                   | |
| 55                                                                          | 7 березня 1941  | Mentor          | суховантажне судно | Греція          | 3050                  | баласт | Конвой OB 292 | потоплено 59°30′ пн. ш. 25°00′ зх. д. / 59.500° пн. ш. 25.000° зх. д.  | 29 (7 загинуло та 22 вціліло)     | |
| 56                                                                          | 12 березня 1941 | Pétursey        | траулер            | Ісландія        | 91                    | риба |               | потоплений 59°39′ пн. ш. 12°36′ зх. д. / 59.650° пн. ш. 12.600° зх. д. | 10 (усі загинули)                 | |